# Deutenhofen (Hebertshausen)
Deutenhofen ist ein Gemeindeteil der Gemeinde Hebertshausen im oberbayerischen Landkreis Dachau.

## Lage
Das Dorf Deutenhofen liegt am Anfang des Donau-Isar-Hügellandes und damit am Anfang des Unterbayerischen Hügellandes, das zum Alpenvorland gehört, einer der Naturräumlichen Haupteinheiten Deutschlands.

## Einwohnerzahl
- 1820:  45
- 1987: 676
- 2000: 666
- 2011: 709

## Geschichte
Die erste urkundliche Erwähnung ist zwischen der Zeit von 926 und 937, als Titinhoua (Hof des Tito). Doch höchstwahrscheinlich ist Deutenhofen sogar älter, denn Siedlungen mit der Endung …hofen gehen bis auf das 8./9. Jahrhundert zurück.
Der Sedlhof ist der Hof, auf den die Anfänge der Hofmark Deutenhofen zurückzuführen sind, der sich im damals Besitz der Familie Hans Pütrich aus München befand. Schon im 13. Jahrhundert war es üblich, dass sich vermögende Münchner Kaufleute Besitztümer als Geldanlage auf dem Lande kauften.
Um 1440 berichtete der Dachauer Landrichter, dass dieser „maint, Tewtenhoven soll ain Hofmarch seyn“. So wurde Deutenhofen Sitz einer Hofmark und blieb dies bis 1834. Davor befand sich hier nur ein Dorfgericht. Bischof Wolfram tauschte Liegenschaften von dem Edlen Adalhoh aus Oberberghausen gegen Liegenschaften aus Deutenhofen. 1451 bestand Teyttenhouen aus dem Sedlhof, einer Mühle und einer Sölde.

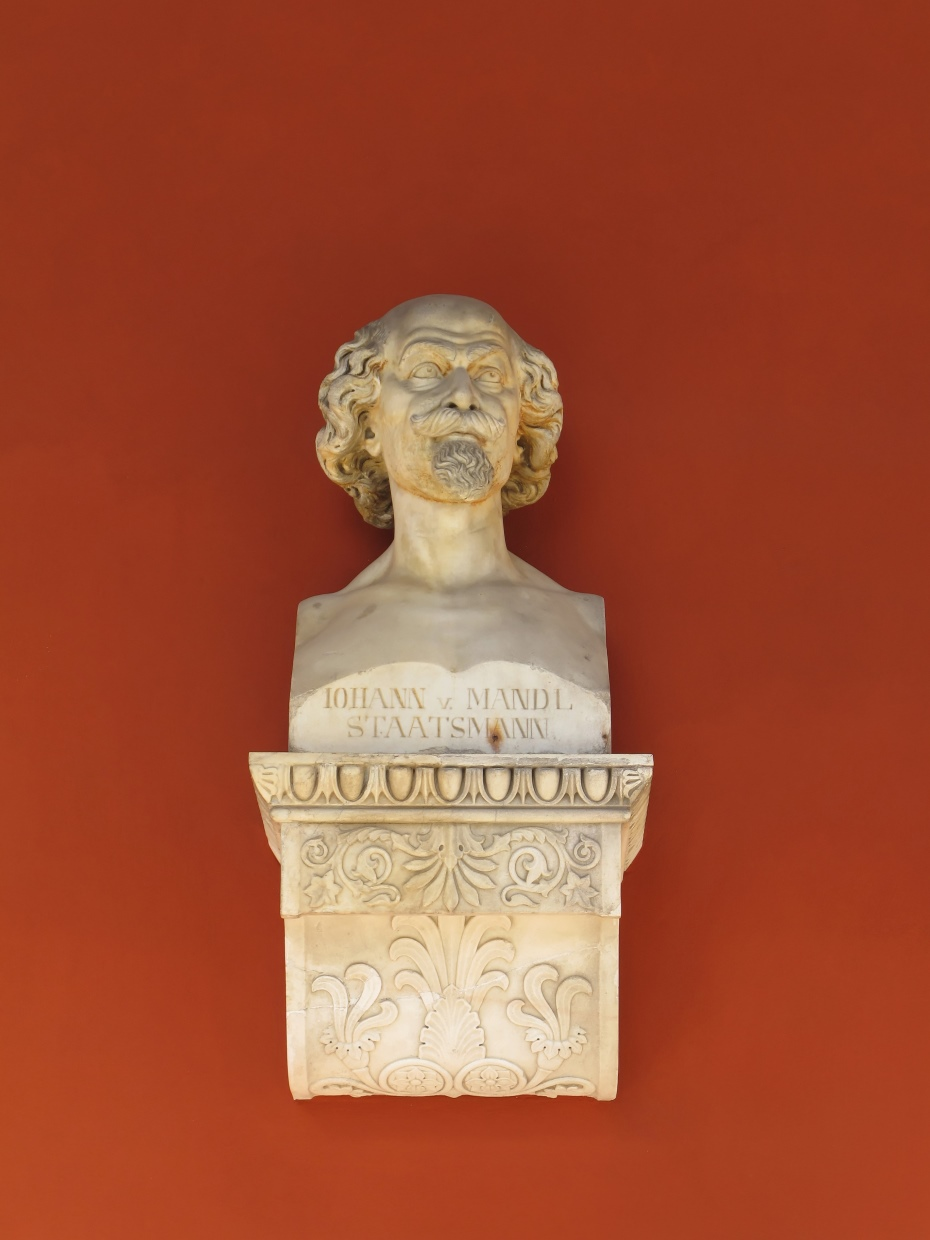
Johann Freiherr von Mandl zu Deutenhofen (1588–1666) – Büste in der Ruhmeshalle in München

Besitzer der Hofmark Deutenhofen waren ab dem Jahr 1625 die Freiherren von Mandl. 1457 übertrug Hans Pütrich dem bayerischen Herzog seinen Besitz zu Deutenhofen, bestehend aus dem Sitz und Sedl, der Hofmark, Anger und Wiesen zu Lehen. Danach war etwa eineinhalb Jahrhunderte lang von Deutenhofen als Hofmark nicht mehr die Rede. 1558, als bereits die Münchener Familie Reitmor Besitzer von Deutenhofen waren, wurde berichtet: „Ist kein Hofmarch, werden alle frevl daselbst, so durch des Reitmoors hintersassen oder ander begangen, zu Dachau gestraft. Doch hat der Reitmoor die Steur, Scharwerch und Musterung, müssen aber nicht destoweniger seine Hintersassen zum Heerweg in die Hauptmannschaft Hebertshausen ihr gebührlich und auferlegt Hilf tun.“
1618, als der Dreißigjährige Krieg begann, erwarb der Freisinger Tuchhändler Veith Tanner den Sitz Deutenhofen. Die Beziehungen des Hofkammerrats Johann Mandl – er brachte sieben Jahre später den Sitz Deutenhofen an sich – brachte die Hofmark Deutenhofen wieder zum Aufleben. Deutenhofen wurde 1627 durch Kurfürst Maximilian I. zur geschlossenen Hofmark erhoben, d. h. das Recht der Gerichtsbarkeit erstreckte sich nicht nur auf die Pächter von Höfen des Hofmarksherrn, sondern auf alle Bewohner der Hofmark, auch wenn deren Höfe einem auswärtigen Herrn gehörten. 1654 kam Hebertshausen, das bis dahin ein Dorfgericht hatte, zur Hofmark Deutenhofen. Diese Hofmark (seit 1821 Patrimonialgericht) blieb bis zum Kauf von Graf Siegmund von Spreti 1834 im Besitz der Mandls. Die letzten Reste der Adelsherrschaft wurden in der Revolution 1848 aufgehoben.
1671 bestand Deutenhofen aus dem Hof, der Mühle und aus drei Sölden, die sich bis 1750 auf vier vermehrten. 1810 gab es neben dem Hofbau im Ort noch sieben weitere Anwesen. 1950 bestand Deutenhofen aus 30 Wohngebäuden.

## Schloss Deutenhofen

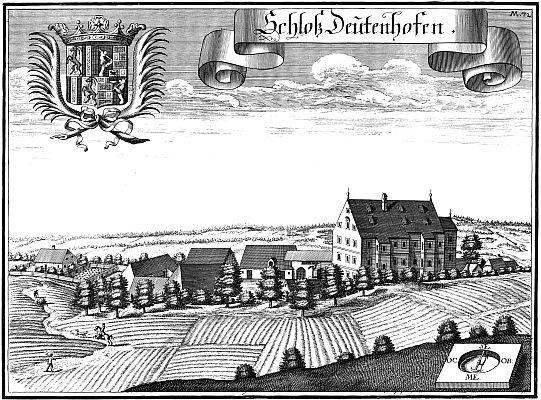
Das Schloss Deutenhofen nach dem Stich von Michael Wening von 1701

Das Schloss Deutenhofen wurde wohl schon vor 1341 von den ortsadeligen Deutenhofern errichtet. 1341 wird der Ritter Ulrich Gruber als erster nachweisbarer Besitzer genannt. Der Edelsitz und Sedelhof in Deutenhofen befand sich in der Folge bis ca. 1510 im Besitz der Patrizierfamilie Pütrich aus München.
Im 16. Jahrhundert wurde das Schloss durch die Familie Reitmor von einer alten Burganlage, die wohl nur aus einem Burgfried bestand, zu seiner heutigen Form umgebaut. In einer Urkunde hieß es, dass „das Schloss schön zuegricht vnd zierlich erbauet“ sei. Das gesamte Gebäude war von Mauern und Wehranlagen umgeben. Als stattliches Gebäude mit turmartigen Hauptschloss, Zinnenmauer und Nebenhäusern hat Philipp Apian das Schloss in seiner Landtafel 1568 gezeichnet.
1625 erfolgte der Kauf Deutenhofens durch den bayerischen Hofkammerpräsidenten Johann von Mandl (* 1588, † 1666).  1632, im Dreißigjährigen Krieg, wurde der Sitz der Hofmark durch schwedische Truppen unter Herzog Bernhard von Sachsen-Weimar niedergebrannt, aber nach dem Krieg von den Freiherren von Mandl wieder auf- und ausgebaut. Das Schloss blieb bis zum Verkauf am 2. März 1834 an die Grafen von Spreti im Besitz der Familie Mandl.
In der Zeit nach dem Verkauf durch die Grafen von Spreti am 12. April 1879 bis nach dem Zweiten Weltkrieg wechselte das Schloss immer wieder die Besitzer, darunter erwarb es am 6. Juli 1916 der Fürst Adalbert von Sayn-Wittgenstein, welcher die Gebäude durch den Architekten Franz Rank verändern ließ. Der Bildhauer, Zeichner und Unternehmer Mathias Gasteiger betrieb zusammen mit Julius Exter ab dem Sommer 1896 bis 1901 eine eigene Mal- und Bildhauerschule im Schloss Deutenhofen.

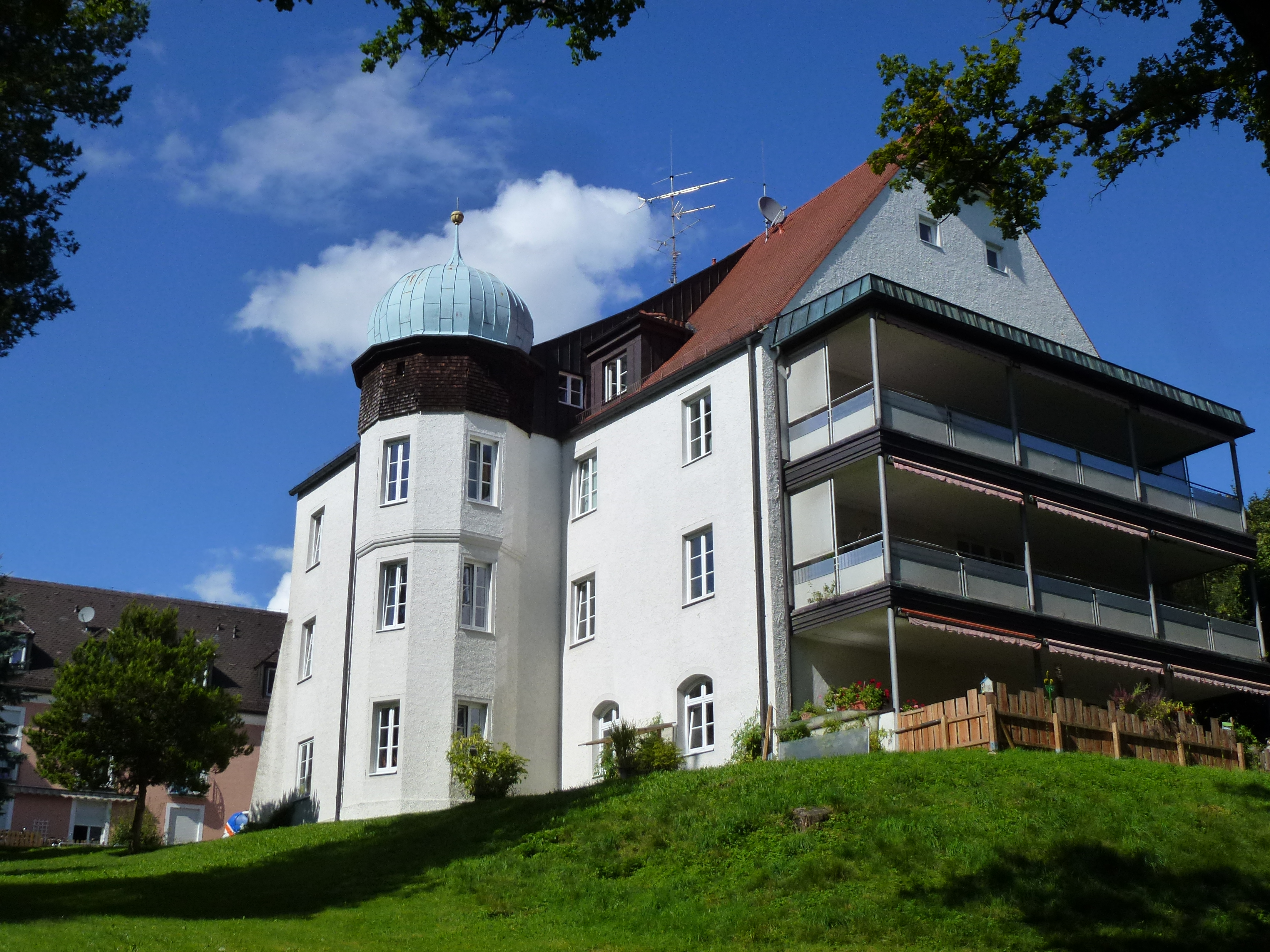
Das Schloss Deutenhofen heute

Während des Zweiten Weltkriegs wurde das kleine Schloss als Krankenhaus verwendet. Nach dem Zweiten Weltkrieg wurde es als Hilfskrankenhaus des Bayerischen Roten Kreuzes (BRK) weiter genutzt. Ab dem 1. Oktober 1970 war es bis Frühjahr 2012 Teil des Altenheims. Seit dem 29. Mai 2013 wird das Nachbargebäude als Asylbewerberunterkunft genutzt. Das Schloss mit Park und Nebengebäude befindet sich seit 2014 wieder in Privatbesitz, in Miete befindet sich die Organisation „Haus des Lebens“ sowie der Landkreis Dachau weiterhin mit einer Asylbewerberunterkunft.
Besitzer:
- Herren von Deutenhofen
- Ritter Ulrich Gruber, erster nachweisbarer Besitzer (um 1341)
- von Weichs (um 1350)
- Pütrich (bis ca. 1510)
- Familie Reitmor (um 1510– 21. April 1614)
  - Kauf durch Andreas Reitmor
  - Verkauf durch Georg Reitmor
- Veit Theimer (1616–1625)
- Freiherren von Mandl von und zu Deutenhofen (1625–1834)
  - Kauf durch Johann Freiherr von Mandl (* 1588, † 1666) Hofkammerpräsident
- Grafen von Spreti (2. März 1834 – 12. April 1879)
  - Käufer, Siegmund Graf von Spreti von Unterweilbach
  - Erbe durch Sohn, Eduard Graf von Spreti
  - Übernahme später Verkauf durch Sohn Adolf Graf von Spreti
- Eduard Schößer
- zwangsversteigerung, Bayerische Hypotheken- und Wechselbank

- von 18. Mai 1880 bis nach dem Zweiten Weltkrieg wechselten immer wieder die Besitzer
  - darunter...
    - ...Kauf Mathias Gasteiger (29. August 1896 – 11. März 1901)
    - ...zwangsversteigerung, Architekt Adolf Ziebland (29. März 1901 – 16. Aug 1908)
    - ...Kauf durch kgl. Rittmeister Hans von Stetten (16. Aug 1908 – 22. August 190?7?)
    - ...Kauf durch Theodor Graf La Rosée (22. August 190?7? – 6. Juli 1916)
    - ...Kauf durch Fürst Adalbert von Sayn-Wittgenstein (6. Juli 1916 – 14. Februar 1929)
    - ...Kauf Selma von Kirchbach (12. Feb 1932 bis 12. Nov 1937 Enteignung)
    - ...ab 12. November 1937, „N.S. Volkswohlfahrt e. V.“ mit Sitz in Berlin
- nach Zweiten Weltkrieg in Treuhänderverwaltung
- Übereignung an Frau Selma Miovilovich, geb. Jeruchem, Rom (19. Februar 1953 – 6. März 1953)
- Landkreis Dachau, bzw. BRK (6. März 1953 – 2012)
- Landkreis Dachau (2012–2014)
- Privat (seit 2014)

Die Anlage ist unter der Aktennummer D-1-74-122-6 als denkmalgeschütztes Baudenkmal von Deutenhofen verzeichnet. Ebenso wird sie als Bodendenkmal unter der Aktennummer D-1-7734-0187 im Bayernatlas als „untertägige spätmittelalterliche und frühneuzeitliche Befunde im Bereich von Schloss Deutenhofen und seiner Vorgängerbauten mit zugehörigem Wirtschaftshof“ geführt.

## Persönlichkeiten
- Johann Freiherr von Mandl (* 1588, † 1666) Hofkammerpräsident
- Mathias Gasteiger (1871–1934), Bildhauer